# حزب التحرر الأرجنتيني
حزب التحرر الأرجنيتيني بالإسبانية Partido de la Liberación هو حزب ماركسي لينيني ماوي يتبع الخط الشيوعي الوطني وهي من الأفكار الماوية المتعددة يتأثر بفكر التحرير القومي لدى سيمون بوليفار وخوسيه سان مارتن ويؤمن بالماوية كأساس نظري للحزب تأسس عام 1965 وعرف باسم بالطليعة الشيوعية وسمي أيضا بالحزب الماركسي اللينيني له نشرة نظرية باسم التحرر،يحسب الحزب على التيار الستاليني الماوي كذلك ويعبر أن رموزه السياسية النظرية بعد كارل ماركس وفريدريك انجلز ولينين وستالين وماو تسي تونغ الرئيس البلغاري جورجي ديمتروف وتشي جيفارا.
انشق عن الحزب حزب سمى نفسه حزب التحرر الثوري وهو حزب ماوي أيضاً